# Sarcophaga pomeroyi
Sarcophaga pomeroyi är en tvåvingeart som beskrevs av Zumpt 1962. Sarcophaga pomeroyi ingår i släktet Sarcophaga och familjen köttflugor.
Artens utbredningsområde är Nigeria. Inga underarter finns listade i Catalogue of Life.